# Лансаїта
Лансаїта (ісп. Lanzahíta) — муніципалітет в Іспанії, у складі автономної спільноти Кастилія-і-Леон, у провінції Авіла. Населення — 946 осіб (2010).
Муніципалітет розташований на відстані близько 110 км на захід від Мадрида, 55 км на південь від Авіли.

## Демографія
Динаміка населення (INE ):